# Mixnitzbach
Der Mixnitzbach (auch Bärenschützbach) ist ein linksufriger Zufluss der Mur im österreichischen Bundesland Steiermark. Er entwässert den wichtigsten Teil des Almenlandes durch die Bärenschützklamm. Im Mittelteil staut er den bekannten Teichalmsee.

## Verlauf

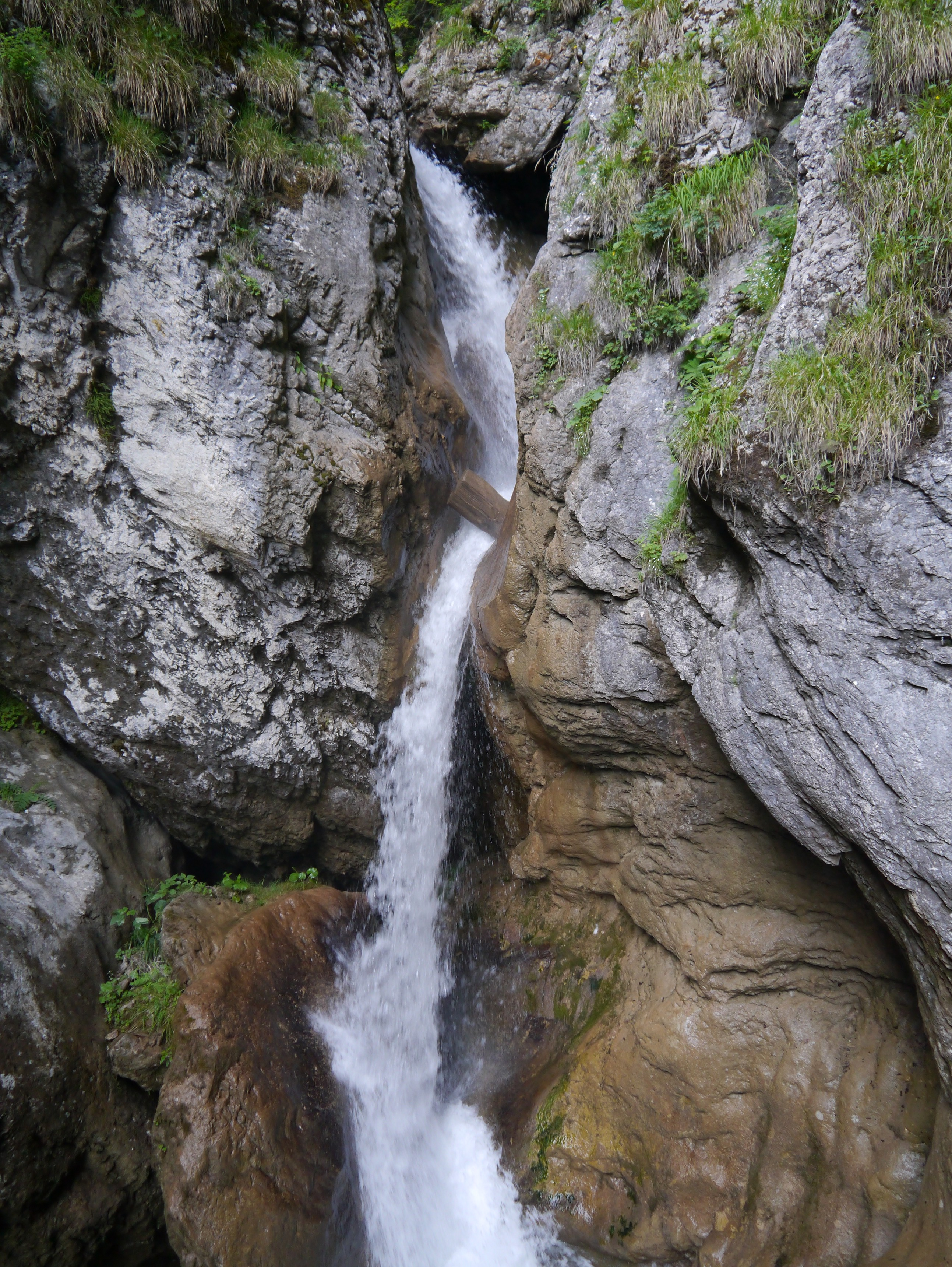
Wasserfälle in der Bärenschützklamm

Der Mixnitzbach entspringt im Bereich der Sommeralm am Südwesthang des Plankogels. Nach früher Richtungsänderung durchquert er im Saugraben lockere Waldbestände und Almwiesen und bildet auf fünf Kilometern Länge die Gemeindegrenze zwischen Sankt Kathrein am Offenegg im Norden und Passail bzw. Fladnitz an der Teichalm im Süden. Zwischen Osser und Heulantsch weitet sich das Tal und der Bach tritt auf die weitläufige Teichalm hinaus. Auf dem folgenden, besonders flachen Fließabschnitt nimmt er linksseitig den Gerlerbach auf und passiert eine Moorlandschaft, ehe er bei Laufkilometer zehn zum Teichalmsee aufgestaut ist.
Unmittelbar nach dem See bildet der Mixnitzbach ein enges Kerbtal zwischen Schweineck und Hochlantsch. Etwa vier Kilometer flussabwärts der Teichalm und einen Kilometer flussabwärts der Zechnerhube beginnt der markanteste Fließabschnitt und der Bach formt die Bärenschützklamm mit zahlreichen Wasserfällen, Kolken und Strudeltöpfen. Nach Zufluss des Kaskadenfalls ist der Bach reguliert und durchquert das Ortsgebiet von Mixnitz, ehe er nach gut 20 Kilometern in der Nähe der Murbrücke in die Mur mündet.

## Hydrogeologie
Aufgrund der morphologischen Verhältnisse weicht die Ost-West-Fließrichtung des Mixnitzbaches von der großräumigen Nord-Süd-Entwässerungsrichtung ab. Während das Bacheinzugsgebiet bis zum Teichalmsee durch die vorherrschende Lithologie geschlossen ist, konnten im verkarsteten Hochlantschkalk zwischen Teichalm und dem Ende der Bärenschützklamm anhand von Abflussmessungen Wasserverluste in Form von Versickerung festgestellt werden.

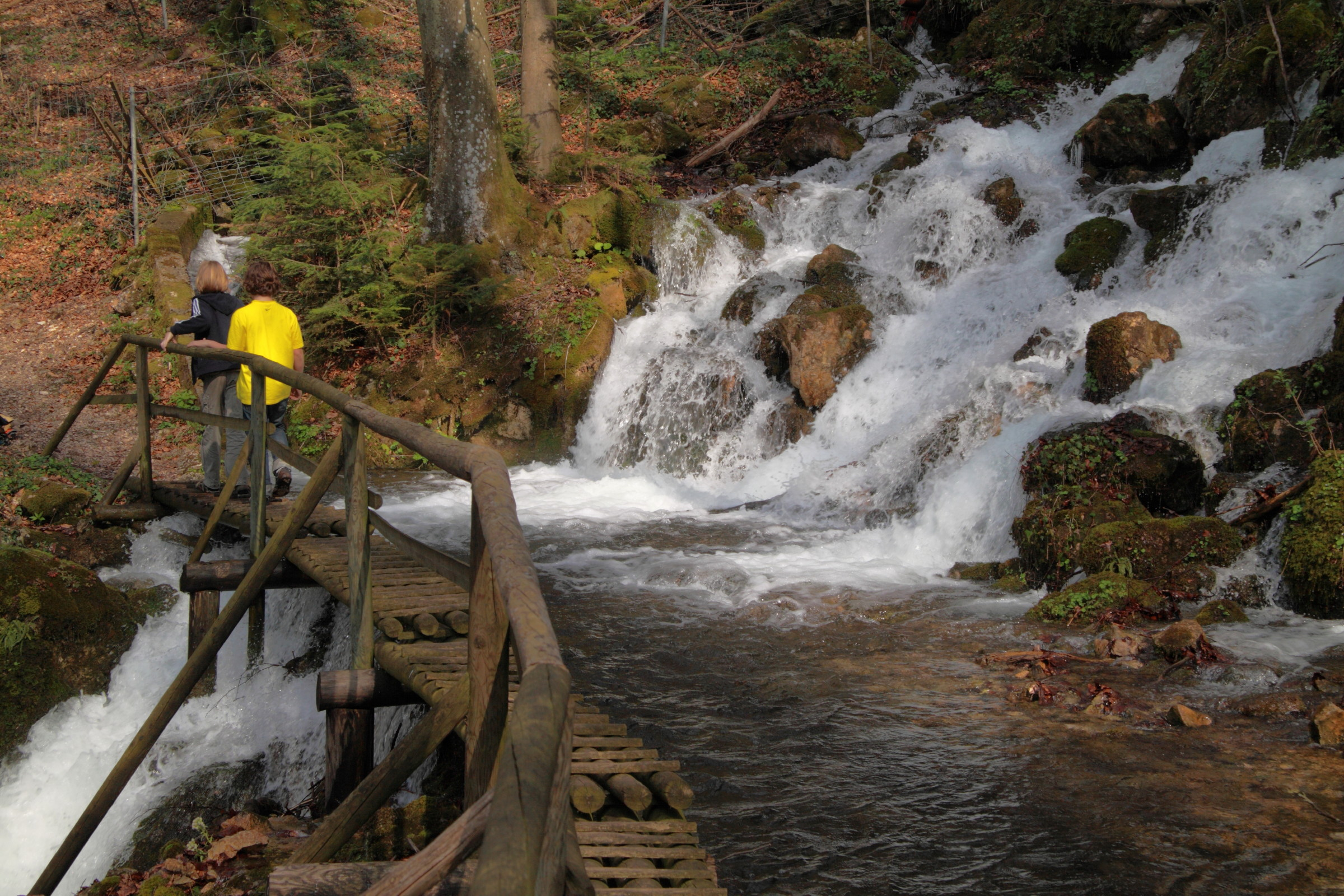
Karstquelle Kaskadenfall

 Mithilfe des Tracerverfahrens konnte Ende der 1980er-Jahre eine bereits längere Zeit angenommene Verbindung zwischen dem Mixnitzbach und der linksufrig auf 540 m ü. A. gelegenen Karstquelle namens Kaskadenfall verifiziert werden. Die Erkenntnis, dass die Verbindung zwischen Bach und Quelle bei jeder Schüttungshöhe besteht, war deswegen relevant, da der Kaskadenfall in der Vergangenheit für die Trinkwasserversorgung der Gemeinde Pernegg genutzt wurde. Nach dem Anschluss der Gemeinde an die Zentral-Wasserversorgung Hochschwab Süd (ZWHS) verlor die Quellfassung jedoch stark an Bedeutung. Die Wasserverluste des Baches an den Karstuntergrund beliefen sich 1987 und 1988 durchschnittlich auf 40 Liter pro Sekunde.

## Natur- und Kulturlandschaft
Der Mixnitzbach ist eines der bedeutendsten Gewässer im Naturpark Almenland und bildet einen integralen Bestandteil desselben. Der Oberlauf bis zum Teichalmsee ist weitgehend naturbelassen und dient dem dort weidenden Fleckvieh vielerorts als Tränke. Vor Einmündung in den See passiert er ein Niedermoor, das auf einem Lehrpfad durchwandert werden kann. Das Moor wird von Lehmen gebildet, die sich in den Anrissen des mäandrierenden Mixnitzbaches zeigen, und wahrscheinlich durch Hangwässer gespeist. Der Zentralalpenweg (Österreichischer Weitwanderweg 02) führt teilweise entlang des Baches.
Im Naturpark darf entlang einer Fließstrecke von zwölf Kilometern des Mixnitzbaches und am 5,5 Hektar großen Teichalmsee mit Fischerkarte geangelt werden. Vorkommende Fischarten sind Bachforelle, Regenbogenforelle und Bachsaibling.